# 科学史学史
科学史学史，有时也被称为科学史，是一门研究有关科学的历史和方法论的历史分支学科，研究内容包括其学科方面和实践层面（方法、理论、流派）以及对其自身历史发展的研究（ “科学史的历史”，即一门称作科学史的历史学科）。
由于有关科学史研究的适当方法的史学争论有时难以与关于科学的发展历程的历史争论区分开来，因此，后一类的早期争论通常被认为是该学科的开端。例如，这种讨论贯穿了伟大的历史学家和科学哲学家威廉·惠威尔的历史著作。因此，他经常被恰当地认为是这门学科的始祖，另外还有皮埃尔·迪昂和亚历山大·柯瓦雷也对该学科的建立做出了先驱性的贡献。
对科学史学的明确表述，通常可以追溯到 20 世纪 60 年代初期。例如，1965年格尔德·布赫达尔发表的《科学史学史革命》就涉及了托马斯·库恩和约瑟夫·阿伽西的创新研究。他认为这两位作家通过明确区分历史和科学史学史开创了这个学科，他们认为史学观点极大地影响了科学史的写作。

## 学科起源
奥古斯特·孔德首先提出应该有专门的学科来研究科学史。尽管学者和科学家们几个世纪以来一直在记录科学研究的成果（例如威廉·惠威尔1837年的著作《归纳科学史》 ，以及随着17世纪科学革命带来的通俗和历史记录），到20世纪初期之前，相对于科学技术史的学术性学科并未得到发展，这与那一时期科学的角色转变密切相关。科学史曾经仅仅只是已退休研究人员的专属领域——这些科学家在实验室的日子已经结束，但仍然对该领域充满热情——以及极少数专家。然而，在二战结束后的几十年里，该领域已经发展成为一门完整的学术性学科，拥有研究生院、研究机构、公共和私人赞助、同行评审期刊和专业协会。
科学史研究对科学哲学，人们对科学在社会中所扮演的角色的观念以及科学政策产生了重大影响。
该学科在美国的创始人是乔治·萨顿，他后来成为 了《Isis》杂志的创始编辑。在第一次世界大战中德国入侵比利时，于是萨顿及其家人被迫逃离家乡，在英格兰做了短暂的停留，之后到达美国，当时的他已然失业且身无分文。萨顿开始在几家学术机构兼职讲学，并于1916年开始在哈佛大学任职，为期两年。当他意识到其任职似乎不会被续签时，他求助了华盛顿卡内基研究所所长罗伯特·S·伍德沃德(Robert S. Woodward) 给予赞助。伍德沃德给予萨顿两年的任命，并于1920年将其任命为该机构历史系终身任职的助理研究员。
尽管当代的学者通常不认同萨顿的动机——萨顿将科学史视为人类进步的唯一真实案例——但他留给该领域的工具，以及《Isis》杂志和《Osiris》年刊（今天仍在出版），都为该学科在美国的发展奠定了良好的基础。

## 学科至今
今天，该学科涵盖了广泛的学术研究领域，从历史、社会学和哲学的传统领域，到法律、建筑和文学等各种其他领域。除了具有融入全球历史的趋势以外，还采用了跨文化交流等新的方法论概念。科学史家还与医学史和科学技术研究等相关学科的学者有密切的合作。

## 请参阅
- 冲突论
- 逻辑学（科学）
- 元科学
- 科学的军事资助
- 科学史的理论与社会学